# Monastirací (sítio arqueológico)
Monastirací (em grego: Μοναστηρακίου; romaniz.: Monastirakíou, lit. "pequeno mosteiro") ou Monastiraki é um sítio arqueológico de um antiga cidade minoica da ilha de Creta, Grécia. Localiza-se no vale Amári, nas proximidades da vila moderna de Monastirací. Foi escavado pela primeira vez durante a Segunda Guerra Mundial pelo Instituto Arqueológico Alemão; desde 1980 escavações sistemáticas estão sendo realizadas pela Universidade de Creta, sendo que entre 1982 e 1984, houve uma parceria entre as universidades de Creta e de Nápoles. As escavações alemãs foram baseadas em cadernos do notável arqueólogo britânico J.D.S. Pendlebury, que foi capturado e executado durante a batalha de Creta.
Monastirací data provavelmente do minoano médio e foi destruído no mesmo período dos palácios antigos. Sua importância para a arqueologia, então, reside no fato de que não foi posteriormente construído, sendo um dos melhores exemplos da arqueologia do minoano médio da ilha. Está situado num local de importância estratégica óbvia, dominando o vale Amári, que possui uma rota natural em direção à fértil planície de Messara. É bastante provável que Monastirací tivesse sido fundada por habitantes de Festo com o objetivo de criar um centro satélite. O sítio pode ter sido um palácio, e até agora foram postos a descoberto um complexo de edifícios, incluindo armazéns, duas salas de arquivos de selos de barro e santuários.